# Selección de fútbol sub-20 de El Salvador
La selección de fútbol sub-20 de El Salvador es el equipo formado por futbolistas de nacionalidad salvadoreña menores de 20 años de edad, quienes deportivamente representan a la Federación Salvadoreña de Fútbol, en el Mundial sub-20, Campeonato Sub-20 de la Concacaf y en los Juegos Deportivos Centroamericanos.
Logró su primera clasificación para un Mundial sub-20 en la edición del 2013 que se disputó en diferentes localidades de Turquía. El boleto mundialista fue obtenido al finalizar como tercer lugar en el Campeonato Sub-20 de la Concacaf de 2013, en el que a los cuatro mejores clasificados se les otorga el derecho de acudir a la mayor competición de fútbol para dicha categoría.
En la ya referida participación mundialista podemos destacar que su victoria frente a su similar de Australia con marcador de 2-1, ha sido la primera que un combinado nacional de El Salvador en sus diferentes categorías ha conseguido en competición oficial organizada por la FIFA. Los goles salvadoreños fueron anotados por Diego Coca en el minuto 17 y José Ángel Peña en el minuto 40, remontando el tanto inicial del jugador australiano Joshua Brillante en el minuto 9, un triunfo catalogado como histórico.
“Es un momento histórico, increíble para nuestro país”. Así describe Diego Coca, en declaraciones a la FIFA, el primer triunfo de El Salvador en la historia de los torneos de la FIFA, sin incluir los logros obtenidos por la selección nacional de fútbol playa. “Lo que sentimos al oír el pitido final del árbitro es como tocar el cielo con la mano. Pero creo que todavía no nos damos verdaderamente cuenta…”.

## Jugadores

### Última convocatoria
Convocatoria oficial para la Campeonato Sub-20 de la Concacaf de 2024.
| #  | Nombre               | Posición       | Edad    | Club              |
| -- | -------------------- | -------------- | ------- | ----------------- |
| 1  | Daniel Franco        | Portero        | 18 años | Alianza           |
| 18 | Hamilton Lemus       | Portero        | 19 años | Atlético Comalapa |
| 21 | Nathan Gutiérrez     | Portero        | 20 años | Boston United     |
| 2  | Justin Carrillo      | Defensa        | 20 años | Cartaginés        |
| 3  | Kiano Falcao         | Defensa        | 19 años | Cincinnati        |
| 4  | Darwin López         | Defensa        | 19 años | LA Surf           |
| 5  | Néstor Delgado       | Defensa        | 19 años | Once Deportivo    |
| 16 | Diego Guardado       | Defensa        | 20 años | Schalke 04        |
| 20 | David Montejo        | Defensa        | 19 años | Platense          |
| 6  | Christopher Guardado | Centrocampista | 19 años | Isidro Metapán    |
| 7  | Nelson Díaz          | Centrocampista | 19 años | Brasilia          |
| 8  | Walter Menjívar      | Centrocampista | 19 años | Atlético Comalapa |
| 10 | Steven Guerra        | Centrocampista | 20 años | Isidro Metapán    |
| 11 | Franklin Martínez    | Centrocampista | 20 años | Platense          |
| 12 | Bryan Lovo           | Centrocampista | 19 años | Cacahuatique      |
| 17 | Bryan Vásquez        | Centrocampista | 19 años | Cincinnati        |
| 9  | Francis Castillo     | Delantero      | 19 años | Cádiz             |
| 13 | Michael Rodríguez    | Delantero      | 20 años | Guanacasteca      |
| 14 | Víctor Mejía         | Delantero      | 20 años | Once Lobos        |
| 15 | Christopher Argueta  | Delantero      | 18 años | D. C. United      |
| 19 | Wilber Díaz          | Delantero      | 18 años | Santa Tecla       |
| DT | Juan Cortés Diéguez  |                |         |                   |

## Últimos y próximos encuentros
A continuación se detallan los últimos partidos jugados por la selección.
- Actualizado al 26 de julio de 2024.

| Fecha      | Ciudad      | Local             | Resultado | Visitante       | Competición                  |
| ---------- | ----------- | ----------------- | --------- | --------------- | ---------------------------- |
| 19-01-2024 | Tegucigalpa | El Salvador       | 0:3       | Panamá          | Torneo Uncaf Sub-20 2024     |
| 21-01-2024 | Tegucigalpa | Honduras          | 4:0       | El Salvador     | Torneo Uncaf Sub-20 2024     |
| 23-01-2024 | Tegucigalpa | El Salvador       | 0:5       | Nicaragua       | Torneo Uncaf Sub-20 2024     |
| 25-01-2024 | Tegucigalpa | El Salvador       | 2:2       | Cuba            | Torneo Uncaf Sub-20 2024     |
| 23-02-2024 | Piggotts    | El Salvador       | 7:0       | Turcas y Caicos | Clas. Campeonato Sub-20 2024 |
| 25-02-2024 | Piggotts    | El Salvador       | 2:2       | Guyana          | Clas. Campeonato Sub-20 2024 |
| 29-02-2024 | Piggotts    | El Salvador       | 3:0       | Surinam         | Clas. Campeonato Sub-20 2024 |
| 02-03-2024 | Piggotts    | Antigua y Barbuda | 0:1       | El Salvador     | Clas. Campeonato Sub-20 2024 |
| 02-07-2024 | San José    | Costa Rica        | 2:2       | El Salvador     | Partido amistoso             |
| 05-07-2024 | San José    | Costa Rica        | 1:0       | El Salvador     | Partido amistoso             |
| 20-07-2024 | Irapuato    | El Salvador       | 1:0       | Rep. Dominicana | Campeonato Sub-20 2024       |
| 23-07-2024 | Irapuato    | Honduras          | 4:1       | El Salvador     | Campeonato Sub-20 2024       |
| 26-07-2024 | Irapuato    | Canadá            | 2:1       | El Salvador     | Campeonato Sub-20 2024       |

## El Salvador en losMundiales sub-20

### Mundial 2013
La selección de fútbol sub-20 de El Salvador logró su primera clasificación para un Mundial sub-20 cuya edición 2013 actualmente se está disputando en diferentes localidades de Turquía. El boleto mundialista fue obtenido al finalizar como tercer lugar en el Campeonato Sub-20 de la Concacaf de 2013, en el que a los cuatro mejores clasificados se les otorga el derecho de acudir a la mayor competición de fútbol para dicha categoría.
Así, inició su andadura mundialista el 22 de junio de 2013 debutando contra la selección sub-20 de Turquía obteniendo un resultado en contra de 3 - 0. 
Posteriormente el 25 de junio de 2013 de debemos destacar que su victoria frente a su similar de Australia con marcador final de 1 - 2 a favor, tal victoria se constituye como la primera que un combinado nacional de El Salvador en sus diferentes categorías ha conseguido en competición oficial organizada por la FIFA. Los goles salvadoreños fueron anotados por Diego Coca en el minuto 17 y José Peña en el minuto 40, remontando el tanto inicial del jugador australiano Joshua Brillante en el minuto 9, un triunfo catalogado como histórico.
El Grupo C cerró con los encuentros disputados el 28 de junio de 2013 El Salvador disputó su último partido de la fase de grupos ante su similar de Colombia con un marcador final de 0 - 3 a favor de los colombianos.
Lo anterior se resume perfectamente en los gráficos que se despliegan a continuación:
| Equipo      | Pts | PJ | PG | PE | PP | GF | GC | Dif |
| ----------- | --- | -- | -- | -- | -- | -- | -- | --- |
| Colombia    | 7   | 3  | 2  | 1  | 0  | 5  | 1  | 4   |
| Turquía     | 6   | 3  | 2  | 0  | 1  | 5  | 2  | 3   |
| El Salvador | 3   | 3  | 1  | 0  | 2  | 2  | 7  | -5  |
| Australia   | 1   | 3  | 0  | 1  | 2  | 3  | 5  | -2  |

| 22 de junio de 2013, 21:00 | Turquía                      | 3:0 (1:0) | El Salvador | Estadio Hüseyin Avni Aker, Trabzon                      |                                                         |
|                            | Ucan 9' · Cenk Şahin 46' 64' | Reporte   |             | Asistencia: 4 662 espectadores Árbitro(s): Sandro Ricci | Asistencia: 4 662 espectadores Árbitro(s): Sandro Ricci |

| 25 de junio de 2013, 18:00 | Australia    | 1:2 (1:2) | El Salvador         | Estadio Hüseyin Avni Aker, Trabzon |                             |
|                            | Brillante 9' | Reporte   | Coca 17' · Peña 40' | Árbitro(s): Stéphane Lannoy        | Árbitro(s): Stéphane Lannoy |

| 28 de junio de 2013, 21:00 | El Salvador | 0:3 (0:2) | Colombia                                           | Estadio Kamil Ocak, Gaziantep                           |                                                         |
|                            |             | Reporte   | Rentería 21' · Córdoba 25' (pen.) · Quintero 90+2' | Asistencia: 2 000 espectadores Árbitro(s): Néant Alioum | Asistencia: 2 000 espectadores Árbitro(s): Néant Alioum |

Finalizada la fase de grupos y en atención a los resultados obtenidos, la azulita optó a clasificar a la segunda fase de la competición como una de las mejores selecciones posicionadas en tercer lugar, sin embargo, los resultados obtenidos en la última fecha de la primera fase frente a la selección de Colombia en conjunción con los de los otros grupos, matemáticamente frustraron dicha empresa, justo como podemos apreciar por medio de la siguiente tabla:
| Equipo        | Gr | Pts | PJ | PG | PE | PP | GF | GC | Dif |
| ------------- | -- | --- | -- | -- | -- | -- | -- | -- | --- |
| Corea del Sur | B  | 4   | 3  | 1  | 1  | 1  | 4  | 4  | 0   |
| Uzbekistán    | F  | 4   | 3  | 1  | 1  | 1  | 4  | 5  | -1  |
| México        | D  | 3   | 3  | 1  | 0  | 2  | 5  | 4  | 1   |
| Ghana         | A  | 3   | 3  | 1  | 0  | 2  | 5  | 5  | 0   |
| Egipto        | E  | 3   | 3  | 1  | 0  | 2  | 4  | 4  | 0   |
| El Salvador   | C  | 3   | 3  | 1  | 0  | 2  | 2  | 7  | -5  |

Examinados en una escala global tras la conclusión del evento deportivo, los resultados generales que atañen a ésta selección se consolidan de la siguiente forma:
| Año   | Ronda           | Posición        | PJ              | PG              | PE              | PP              | GF              | GC              |
| ----- | --------------- | --------------- | --------------- | --------------- | --------------- | --------------- | --------------- | --------------- |
| 1977  | No se clasificó | No se clasificó | No se clasificó | No se clasificó | No se clasificó | No se clasificó | No se clasificó | No se clasificó |
| 1979  | No se clasificó | No se clasificó | No se clasificó | No se clasificó | No se clasificó | No se clasificó | No se clasificó | No se clasificó |
| 1981  | No se clasificó | No se clasificó | No se clasificó | No se clasificó | No se clasificó | No se clasificó | No se clasificó | No se clasificó |
| 1983  | No se clasificó | No se clasificó | No se clasificó | No se clasificó | No se clasificó | No se clasificó | No se clasificó | No se clasificó |
| 1985  | No se clasificó | No se clasificó | No se clasificó | No se clasificó | No se clasificó | No se clasificó | No se clasificó | No se clasificó |
| 1987  | No participó    | No participó    | No participó    | No participó    | No participó    | No participó    | No participó    | No participó    |
| 1989  | No participó    | No participó    | No participó    | No participó    | No participó    | No participó    | No participó    | No participó    |
| 1991  | No se clasificó | No se clasificó | No se clasificó | No se clasificó | No se clasificó | No se clasificó | No se clasificó | No se clasificó |
| 1993  | No participó    | No participó    | No participó    | No participó    | No participó    | No participó    | No participó    | No participó    |
| 1995  | No se clasificó | No se clasificó | No se clasificó | No se clasificó | No se clasificó | No se clasificó | No se clasificó | No se clasificó |
| 1997  | No se clasificó | No se clasificó | No se clasificó | No se clasificó | No se clasificó | No se clasificó | No se clasificó | No se clasificó |
| 1999  | No se clasificó | No se clasificó | No se clasificó | No se clasificó | No se clasificó | No se clasificó | No se clasificó | No se clasificó |
| 2001  | No se clasificó | No se clasificó | No se clasificó | No se clasificó | No se clasificó | No se clasificó | No se clasificó | No se clasificó |
| 2003  | No se clasificó | No se clasificó | No se clasificó | No se clasificó | No se clasificó | No se clasificó | No se clasificó | No se clasificó |
| 2005  | No se clasificó | No se clasificó | No se clasificó | No se clasificó | No se clasificó | No se clasificó | No se clasificó | No se clasificó |
| 2007  | No se clasificó | No se clasificó | No se clasificó | No se clasificó | No se clasificó | No se clasificó | No se clasificó | No se clasificó |
| 2009  | No se clasificó | No se clasificó | No se clasificó | No se clasificó | No se clasificó | No se clasificó | No se clasificó | No se clasificó |
| 2011  | No se clasificó | No se clasificó | No se clasificó | No se clasificó | No se clasificó | No se clasificó | No se clasificó | No se clasificó |
| 2013  | Primera ronda   | 18°             | 3               | 1               | 0               | 2               | 2               | 7               |
| 2015  | No se clasificó | No se clasificó | No se clasificó | No se clasificó | No se clasificó | No se clasificó | No se clasificó | No se clasificó |
| 2017  | No se clasificó | No se clasificó | No se clasificó | No se clasificó | No se clasificó | No se clasificó | No se clasificó | No se clasificó |
| 2019  | No se clasificó | No se clasificó | No se clasificó | No se clasificó | No se clasificó | No se clasificó | No se clasificó | No se clasificó |
| 2023  | No se clasificó | No se clasificó | No se clasificó | No se clasificó | No se clasificó | No se clasificó | No se clasificó | No se clasificó |
| 2025  | No se clasificó | No se clasificó | No se clasificó | No se clasificó | No se clasificó | No se clasificó | No se clasificó | No se clasificó |
| Total | 1/22*           | 67°             | 3               | 1               | 0               | 2               | 2               | 7               |

## El Salvador en losCampeonatos Sub-20 de la CONCACAF
El Campeonato Sub-20 de la Concacaf es un torneo donde compiten las selecciones sub-20 de cada país del área de Norteamérica, Centroamérica y las Antillas de América a fin de conseguir un número reglamentado de plazas hacia la Copa Mundial de Fútbol Sub-20.
La Concacaf realiza este torneo desde 1962 y en esa ocasión le otorgaron una plaza única, desde entonces, las plazas se han incrementado, y en el recién pasado torneo Concacaf dispuso de 4 plazas para el Mundial Sub-20.
La trayectoria de El Salvador en dicha competición estadísticamente puede ser presentada por medio de la siguiente tabla:
(Última fecha de consulta: 2024)
| Año   | Fase             | PJ            | PG            | PE            | PP            | GF            | GC            |               |
| ----- | ---------------- | ------------- | ------------- | ------------- | ------------- | ------------- | ------------- | ------------- |
| 1962  | Primera fase     | 3             | 0             | 2             | 1             | 2             | 3             |               |
| 1964  | Campeones        | 7             | 5             | 1             | 1             | 12            | 6             |               |
| 1970  | Cuarto lugar     | 4             | 1             | 1             | 2             | 3             | 8             |               |
| 1973  | No participó     | No participó  | No participó  | No participó  | No participó  | No participó  | No participó  | No participó  |
| 1974  | No participó     | No participó  | No participó  | No participó  | No participó  | No participó  | No participó  | No participó  |
| 1976  | Primera fase     | 3             | 0             | 1             | 2             | 2             | 9             |               |
| 1978  | Segunda fase     | 6             | 3             | 1             | 2             | 11            | 7             |               |
| 1980  | Primera fase     | 4             | 2             | 0             | 2             | 9             | 4             |               |
| 1982  | Segunda fase     | 5             | 2             | 0             | 3             | 13            | 7             |               |
| 1984  | Tercer lugar     | 8             | 4             | 3             | 1             | 10            | 3             |               |
| 1986  | No participó     | No participó  | No participó  | No participó  | No participó  | No participó  | No participó  | No participó  |
| 1988  | No participó     | No participó  | No participó  | No participó  | No participó  | No participó  | No participó  | No participó  |
| 1990  | Primera fase     | 2             | 0             | 0             | 2             | 1             | 4             |               |
| 1992  | No participó     | No participó  | No participó  | No participó  | No participó  | No participó  | No participó  | No participó  |
| 1994  | Cuarto lugar     | 6             | 3             | 1             | 2             | 14            | 9             |               |
| 1996  | Primera fase     | 3             | 0             | 1             | 2             | 3             | 6             |               |
| 1998  | No clasificó     | No clasificó  | No clasificó  | No clasificó  | No clasificó  | No clasificó  | No clasificó  | No clasificó  |
| 2001  | No clasificó     | No clasificó  | No clasificó  | No clasificó  | No clasificó  | No clasificó  | No clasificó  | No clasificó  |
| 2003  | Primera fase     | 3             | 0             | 0             | 3             | 1             | 5             |               |
| 2005  | No clasificó     | No clasificó  | No clasificó  | No clasificó  | No clasificó  | No clasificó  | No clasificó  | No clasificó  |
| 2007  | No clasificó     | No clasificó  | No clasificó  | No clasificó  | No clasificó  | No clasificó  | No clasificó  | No clasificó  |
| 2009  | Primera fase     | 3             | 0             | 1             | 2             | 3             | 6             |               |
| 2011  | Descalificado    | Descalificado | Descalificado | Descalificado | Descalificado | Descalificado | Descalificado | Descalificado |
| 2013  | Tercer lugar     | 5             | 3             | 0             | 2             | 6             | 7             |               |
| 2015  | Play-Off         | 6             | 2             | 2             | 2             | 9             | 10            |               |
| 2017  | Segunda fase     | 5             | 2             | 0             | 3             | 7             | 11            |               |
| 2018  | Segunda fase     | 6             | 3             | 0             | 3             | 7             | 7             |               |
| 2022  | Octavos de final | 4             | 2             | 1             | 1             | 13            | 7             |               |
| 2024  | Primera fase     | 3             | 1             | 0             | 2             | 3             | 6             |               |
| Total | 1 Campeonato     | 86            | 33            | 14            | 36            | 125           | 118           |               |

Fuente: CONCACAF - página oficial - estadísticas históricas (enlace roto disponible en Internet Archive; véase el historial, la primera versión y la última).

## Histórico de encuentros frente a otras Selecciones Nacionales sub-20
Correspondientes únicamente a Partidos Oficiales.
Datos actualizados al 23-06-2022 
| País              | PJ | PG | PE | PP | GF | GC | DG  |
| ----------------- | -- | -- | -- | -- | -- | -- | --- |
| Antigua y Barbuda | 1  | 1  | 0  | 0  | 5  | 0  | +5  |
| Aruba             | 1  | 1  | 0  | 0  | 4  | 1  | +3  |
| Australia         | 1  | 1  | 0  | 0  | 2  | 1  | +1  |
| Barbados          | 1  | 1  | 0  | 0  | 3  | 0  | +3  |
| Belice            | 3  | 2  | 0  | 1  | 8  | 4  | +4  |
| Bermudas          | 2  | 2  | 0  | 0  | 5  | 2  | +3  |
| Canadá            | 6  | 1  | 1  | 4  | 4  | 8  | -4  |
| Colombia          | 1  | 0  | 0  | 1  | 0  | 3  | -3  |
| Costa Rica        | 8  | 1  | 2  | 5  | 6  | 13 | -7  |
| Cuba              | 4  | 3  | 0  | 1  | 5  | 2  | +3  |
| Curazao           | 6  | 3  | 2  | 1  | 9  | 5  | +4  |
| Estados Unidos    | 8  | 3  | 1  | 4  | 11 | 11 | 0   |
| Granada           | 1  | 1  | 0  | 0  | 3  | 0  | +3  |
| Guatemala         | 13 | 4  | 3  | 6  | 18 | 21 | -3  |
| Guyana            | 1  | 1  | 0  | 5  | 5  | 0  | +5  |
| Haití             | 4  | 1  | 1  | 2  | 6  | 4  | +2  |
| Honduras          | 7  | 2  | 2  | 4  | 10 | 16 | -6  |
| Jamaica           | 3  | 1  | 1  | 1  | 4  | 2  | +2  |
| México            | 8  | 0  | 0  | 8  | 3  | 25 | -12 |
| Nicaragua         | 6  | 5  | 1  | 0  | 26 | 5  | +21 |
| Panamá            | 8  | 4  | 1  | 3  | 13 | 13 | 0   |
| Surinam           | 1  | 0  | 0  | 1  | 1  | 6  | -5  |
| Turquía           | 1  | 0  | 0  | 1  | 0  | 3  | -3  |
| Trinidad y Tobago | 4  | 1  | 2  | 1  | 4  | 5  | -1  |

Fuente: livefutbol.com